# Крістін Галленґа
Крістін Галленґа (англ. Kristin Hallenga, 11 листопада 1985 — травень 2024) — засновниця благодійної організації CoppaFeel!, що займається обізнаністю про рак молочної залози. Вона привернула увагу громадськості після виходу документального фільму «Kris: Dying to Live», який висвітлював її досвід термінального раку молочної залози. У 2009 році вона отримала премію «Гордість Британії». У листопаді 2014 року Кріс була спеціальною гостею передачі «Добрі новини» з Расселом Говардом, де вона кинула іграшкову цицьку в обличчя ведучого, розповідаючи про свою благодійність та досвід. У 2017 році упродовж восьми місяців вела щотижневу колонку у газеті Sun. Її мемуари під назвою «Glittering a Turd» вийшли у 2021 році і стали бестселером Sunday Times.

## Діагноз
У Галленґи діагностували рак грудей, коли їй було 23 роки. Її лікар спочатку відкинув серйозність пухлини в грудях Галленґи, вважаючи її «гормональною», що призвело до пізньої діагностики. Через це вона зараз живе з четвертою стадією раку грудей. Незважаючи на те, що рак Галленґи поширився на печінку та кістки, а також у мозок, вона пережила свій початковий прогноз, хворіючи на термінальний рак протягом більше п'яти років. Станом на  2021 стан Галленґи стабільний, рак не прогресує з 2018 року.
6 травня 2024 року стало відомо, що Галленґа померла у своєму будинку у віці 38 років через ускладнення хвороби.

## CoppaFeel!
Під впливом важкого досвіду, Крістін Галленґа та її сестра Марен присвятили себе навчанню молоді про небезпеку пізньої діагностики раку молочної залози. Вони запустили CoppaFeel!, благодійну організацію з поширення обізнаності про рак молочної залози, на фестивалі Beach Break Live у 2009 році. Благодійна організація часто висвітлюється в ЗМІ. У 2017 році Кріс залишила посаду генерального директора CoppaFeel! — її місце в управлінні організацією зайняла Наталі Гаскелл, — і переїхала в Корнуолл, де зайнялась написанням книжки.